# Partido Socialista da Tailândia
O Partido Socialista da Tailândia (PST) foi um partido político da Tailândia, ativo na década de 1970. O PST era liderado por seu secretário-geral Boonsanong Punyodyana. O PST ganhou 15 dos 269 assentos nas eleições parlamentares de 1975. 
Boonsanong Punyodyana foi assassinado em 28 de fevereiro de 1976. Cerca de 10.000 pessoas compareceram ao seu funeral.
Após o massacre da Universidade Thammasat, em 6 de outubro de 1976, muitos quadros do PST foram para o exílio ou se juntaram aos guerrilheiros do Partido Comunista da Tailândia nas áreas de fronteira com o Laos no norte da Tailândia e em Isan (nordeste da Tailândia). Assim, o partido foi dissolvido por ordem do líder do Conselho Nacional de Reforma Administrativa, Sangad Chaloryu, em 6 de outubro de 1976. 